# Radocza
Radocza est une localité polonaise de la gmina de Tomice, située dans le powiat de Wadowice en voïvodie de Petite-Pologne.

## Démographie
En 2021, la population était de 1 896 habitants.